# Michael Ritchie
Michael Brunswick Ritchie (* 28. November 1938 in Waukesha, Wisconsin; † 16. April 2001 in New York City) war ein US-amerikanischer Regisseur. 

## Leben und Wirken
Ritchie war der Sohn von Benbow Ferguson Ritchie und seiner Frau Patricia. Vor und während seiner Karriere im Filmgeschäft studierte er an der Harvard University und machte dort 1960 seinen Abschluss. Sein Debüt als Regisseur gab er 1955 als Fernsehregisseur. So inszenierte er eine Episode der Serie Solo für O.N.C.E.L..
Michael Ritchie war ebenfalls als Drehbuchautor tätig, 1993 entstand nach einem seiner Drehbücher die Filmkomödie Cool Runnings.
Er war zweimal verheiratet und Vater von fünf Kindern.

## Filmografie (Auswahl)
- 1967: Der Einzelgänger (The Outsider)
- 1969: Schußfahrt (Downhill Racer)
- 1972: Bill McKay – Der Kandidat (The Candidate)
- 1972: Die Professionals (Prime Cut)
- 1975: Lauter nette Mädchen (Smile)
- 1976: Die Bären sind los (The Bad News Bears)
- 1977: Zwei ausgebuffte Profis (Semi-Tough)
- 1979: Ein perfekter Seitensprung (An Almost Perfect Affair)
- 1980: Freibeuter des Todes (The Island)
- 1981: Was macht der Tote auf der Wäscheleine? (Student Bodies)
- 1983: Die Überlebenskünstler (The Survivors)
- 1985: Fletch – Der Troublemaker (Fletch)
- 1986: American Wildcats (Wildcats)
- 1986: Auf der Suche nach dem goldenen Kind (The Golden Child)
- 1988: Der Couch-Trip (The Couch Trip)
- 1989: Fletch – Der Tausendsassa (Fletch Lives)
- 1992: Ihr größter Coup (Diggstown)
- 1994: Cops & Robbersons – Das haut den stärksten Bullen um (Cops and Robbersons)
- 1994: Der Scout (The Scout)
- 1997: Der Zauberwunsch (A Simple Wish)